# 38e division de cavalerie
Pour les articles homonymes, voir 38e division.
La 38e division de cavalerie (en russe : 38-я кавалерийская дивизия) est une unité de l'armée rouge créée en 1941 ayant participé à la Seconde Guerre mondiale. 

## Historique
La 38e division de cavalerie est mise sur pied en juillet 1941 à Rostov-sur-le-Don dans le district militaire du Caucase du Nord. Affectée à la 10e armée du front du Sud en septembre 1941, elle passe à la 18e armée en octobre. Avec cette armée, elle participe aux combats défensifs menés en Ukraine et au Donbass (en), qui freinent l'avancée du Groupe d'armées Sud, jusqu'à la contre-offensive de Rostov-sur-le-Don.
Au 1er janvier 1942, la division fait partie de la 12e armée du front du Sud puis, un mois plus tard, elle est directement rattachée aux réserves du front. En février, elle est rattachée au 6e corps de cavalerie. En avril, elle rejoint le 2e corps de cavalerie où elle remplace la 64e division de cavalerie,.
Elle est décorée de l'ordre du Drapeau rouge le 5 mai 1942 après ses actions de combat en octobre.
À partir du 12 mai, le 2e corps de cavalerie est engagé dans la seconde bataille de Kharkov. Formant la réserve du front du Sud-Ouest et déployé dans la zone de Barvenkovo, le corps doit intervenir pour exploiter la percée que doit obtenir l'infanterie. Le corps se concentre le 17 dans la région de Nadejdovka (uk)-Metchebilovka (uk), mais les Allemands lancent leur contre-offensive ce même jour. En réaction, le corps est mis sous les ordres de la 9e armée et se déploie le lendemain sur une ligne allant de Novo-Prigojaïa à Margaritovka pour stopper la percée. Ne rencontrant pas de forces allemandes, le corps arrive le 19 vers le nord-ouest de Barvenkovo, zone où il est accroché finalement par la 60e division motorisée . Cette avancée fait craindre aux Allemands une attaque à Barvenkovo sur le flanc de l'encerclement qu'ils sont en train de mener, et la 16e Panzerdivision est envoyée renforcer les arrières allemands. Attaquant le lendemain, elle brise la défense du 2e corps et prend Bolchaïa Andreevka (uk) à midi,. Le corps se replie jusqu'à Lozovaïa. Encerclé avec la 57e armée, le corps se replie le 25 vers Sviatouchino (uk) et Lozovski (en) au moment où d'autres unités soviétiques tentent d'attaquer les lignes allemandes pour se dégager. Le corps parvient à s'échapper en lambeaux.
La division continue de faire partie du 2e corps en juin. Elle est dissoute le 15 juillet 1942.

## Composition
La division a la composition suivante pendant sa période d'activité :
- 146e régiment de cavalerie
- 148e régiment de cavalerie
- 150e régiment de cavalerie
- 50e groupe (divizion) d'artillerie à cheval
- 50e parc d'artillerie
- 54e escadron blindé
- 26e demi-escadron de transmissions distinct
- 1er escadron médico-sanitaire
- 38e escadron de défense chimique distinct
- 25e transport de nourriture
- 212e hôpital vétérinaire divisionnaire
- 152e bureau de poste de campagne
- 947e caisse de terrain de la Gosbank

## Commandants
La division a été commandée par les officiers suivants :
- 26 juillet 1941 - 11 janvier 1942 : général-major Nikolaï Kiritsenko (ru)
- 12 janvier 1942 - 11 mai 1942 : colonel Semen Selikhov
- 12 mai 1942 - 15 juillet 1942 : lieutenant-colonel Fedor Soubbotine